# Hans Georg Dehmelt
Hans Georg Dehmelt (Görlitz, 1922. szeptember 9. – Seattle, Washington, 2017. március 7.) Nobel-díjas németországi születésű amerikai fizikus.

## Élete
1989-ben fizikai Nobel-díjjal tüntették ki Wolfgang Paullal az ioncsapda technika kifejlesztéséért.

## Díjai
- Davisson-Germer-díj (1970)
- Rumford-díj (1985)
- fizikai Nobel-díj (1989)
- Nemzeti Tudományos Érem (1995)[13]